# Ульрихс, Юлий Петрович
Юлий Петрович Ульрихс (нем. Ulrichs; 1773—1836) — историк, ординарный профессор и декан отделения словесных наук Московского университета, статский советник.

## Биография
Родился в 1773 году в Брауншвейге.
В 1807 году был назначен лектором для преподавания немецкого языка и литературы в Московском университете (с 1811 — адъюнкт); экстраординарный профессор c 1817 года), ординарный профессор с 1823 года. Читал лекции по истории европейских государств, немецкую литературу и вёл переводы с русского языка на немецкий.
При вступлении в 1823 году на кафедру всеобщей истории (принял курс от профессора Н. Е. Черепанова) прочитал лекцию «О сущности, образе представления и цели истории». Читал курс всеобщей истории, посвящая один год чтению древней и средневековой истории, а следующий учебный год читал «историю последних трёх столетий (1492—1815)». Одновременно читал курс статистики «наиважнейших» европейских государств, а также географии.
Декан отделения словесных наук Московского университета в 1832–1833 годах. Также был цензором.
Одновременно с преподаванием в Московском университете в течение семи лет он занимал должность учителя в Коммерческом училище.
Также был преподавателем энциклопедии и инспектором (после принятия русского подданства) Московского воспитательного дома. Был награждён несколькими бриллиантовыми перстнями и знаками орденов Св. Владимира 4-й степени и Св. Анны 2-й степени. В 1827 году исполнял должности инспектора классов Александровского и Екатерининского училищ и за отличие по этим должностям был произведён в статские советники. В 1831 году награждён орденом Св. Владимира 3-й степени. С 1832 года — действительный статский советник; в этом же году подал прошение об отставке.
Действительный член Московского общества истории и древностей Российских с 1828 года.
Его сын — Фёдор Юльевич Ульрихс (1808—1878).
По воспоминаниям студента М. Н. Назимова, Ульрихс никогда не пропускал лекций и запирал аудиторию во время чтений, его «сухое изложение царствований… без всяких критических соображений о причинах и следствиях событий… не могло заинтересовать студентов, достаточно знакомых с подобными фактами по гимназическому курсу».
Сочинения:
- О важнейших причинах любви к отечеству и о влиянии ея на цветущее состояние и судьбу государства. — М., 1814
- Систематическое собрание прозаических и стихотворных сочинений, изданных в пользу российского юношества. — М., 1817 (4 издания)
- Опыт энциклопедического обозрения словесных, исторических, естественных, математических и философских наук. — М., 1820
- Немецкая грамматика (для воспитанников Благородного университетского пансиона). — М., 1822
- Лекция о сущности, образе представлений. — М.: В Университетской типографии, 1823.